# Shoshana Rivner
Shoshana Rivner (Vienna, 20 febbraio 1938 – 29 giugno 2007) è stata una nuotatrice israeliana.
Specializzata nello stile libero, ha partecipato ai Giochi di Melbourne 1956, gareggiando nei 100m sl.